# Земельная реформа 1919 года в Эстонии

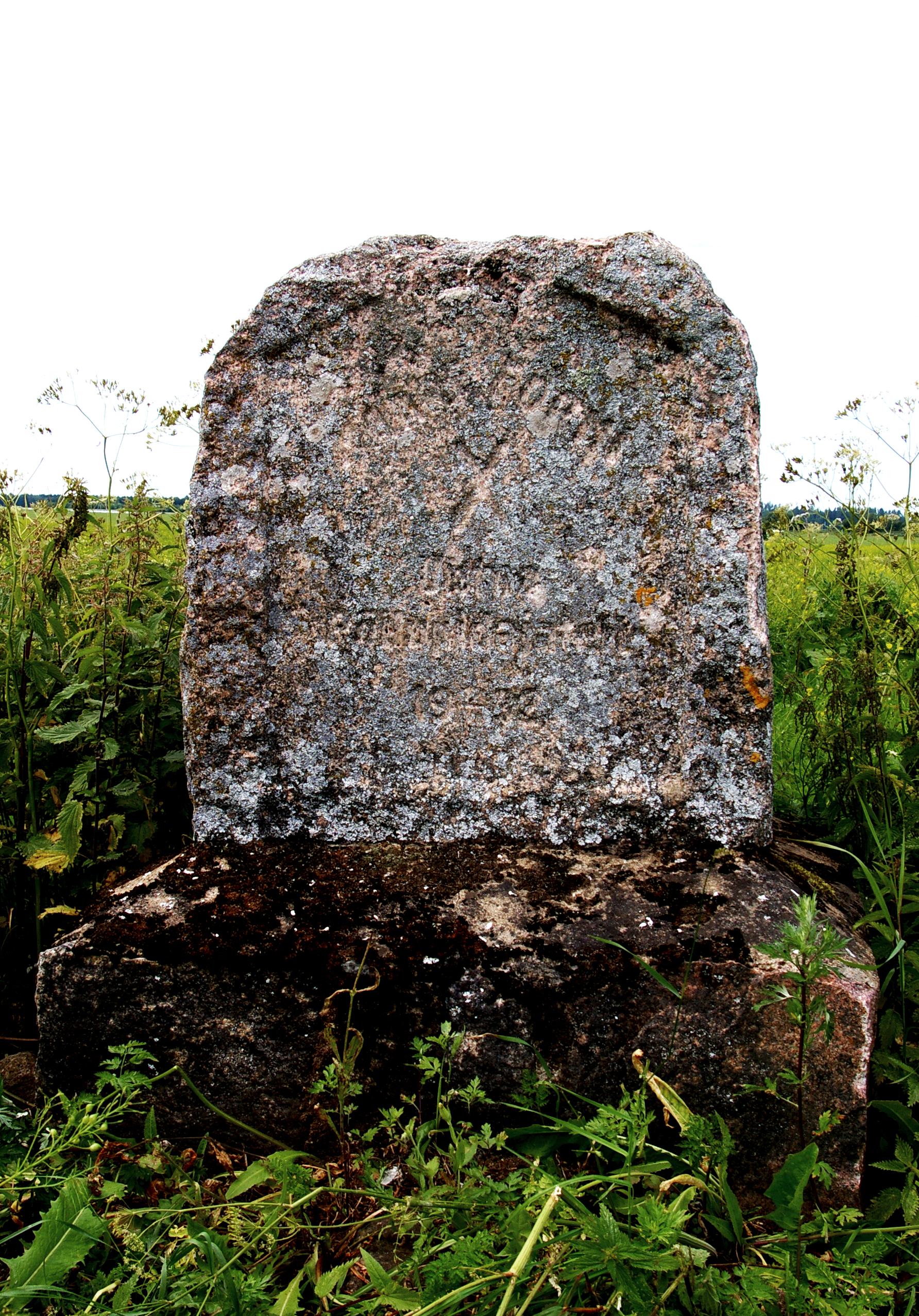
Памятный камень, установленный к 10-й годовщине земельной реформы эстонскими фермерами в деревне Ухтна

Земельная реформа 1919 года (эст. 1919. aasta maareform; нем. Estnische Landreform 1919) была земельной реформой (фактически экспроприацией), проведенной в интересах безземельных крестьян первой Эстонской Республикой в 1919 году в ходе Освободительной войны. Реформа осуществила национализацию дворянских мыз, поделила их на более мелкие земельные наделы, переданные в собственность местным безземельным крестьянам для ведения фермерского хозяйства хуторского типа, также образовало фонд резервных земель для государства с целью создания новых поселений, поскольку сельское население Эстонии в данный период быстро увеличивалось. Аналогичные земельные реформы были проведены в Латвии (24 сентября 1920 года), Литве (29 марта 1922) и Польше (28 декабря 1925).

## Предыстория
В 1816 и 1819 годах царские законы освободили крестьян Эстляндской и Лифляндской губерний от крепостной зависимости, но без земли. Пытаясь сгладить противоречия между зажиточным немецким меньшинством и местными безземельными батраками из числа автохтонных эстонцев и латышей, правительство царской России пошло на ряд изменений. Аграрная реформа в Лифляндии (1849) и аграрная реформа в Эстляндии (1856) окончательно отменили барщину и выделили лично свободным крестьянам 80 % пахотной земли региона, но без лесных угодий. Началось массовое переселение эстонцев и латышей в соседние Санкт-Петербургскую и Псковскую губернии, а также в Сибирь.
Однако и к началу XX века немцы по-прежнему владели почти всеми лесами Прибалтики и 20 % пахотных земель. Поэтому аграрный вопрос оставался одной из самых насущных задач молодых эстонского и латвийского государств в 1918—1920 годах.

## Ход реформы

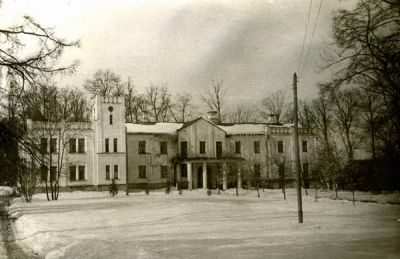
Эрастферская мыза, национализированная в ходе реформы в 1919 году. Последним владельцем мызы был г-н Герхард фон Унгерн-Штернберг

10 октября 1919 года 1065 усадеб-мыз были насильственно экспроприированы (или 96,6 % крупных имений страны; из них лишь 57 мыз принадлежали этническим эстонцам). Владельцами 58 % сельхозугодий Эстонии были преимущественно остзейские немцы, доля которых по первой переписи составляла 1,6 % населения Эстонии. Перераспределению подверглось более чем 1,9 млн га земли, что составляло почти 60 % от общей площади сельскохозяйственных земель под контролем Эстонии того периода. Новообразованное государство также национализировало мануфактурные промышленные предприятия: 225 водочных заводов, 344 мельницы, 74 лесопильных завода, 64 каменных и глинистых производств, 18 молочных заводов, 7 пивоваренных заводов и т. д. На основе экспроприированных земель государство создало около 56 000 новых мелких ферм, владельцами которых стали безземельные крестьяне, в основном эстонцы. C 1920 года власти Эстонии начали проводить активную оптационную политику по репатриации эстонцев из России, в результате которой к 1924 году в Эстонию въехало 37,6 тысяч переселенцев эстонской национальности, в основном из российского Причудья (Маамяги, 1990).
Немцы в Эстонии таким образом остались без средств к своему традиционному существованию, коими являлась сдача земли в аренду безземельным эстонцам, сету, а также (реже) русским староверам в западном Причудье. Гораздо позже, в 1926 году, экспроприированные (в основном, крупные землевладельцы) получили небольшую компенсацию от государства. 1 марта 1926 года новая редакция закона эстонских властей установилa компенсацию бывшим владельцам в размере 3 % от рыночной стоимости сельскохозяйственной земли и никакой компенсации за лесные угодья. Немецкие дворяне окончательно обанкротились, хотя семье и позволялось сохранить 50 га земли, но этого было недостаточно для жизни «на широкую ногу» в просторных особнякax, к которой привыкли немецкие дворяне. К слову, подобные реорганизации произошли после Первой мировой войны в нескольких европейских странах, но реформы в Эстонии и в Латвии были самыми радикальными, поскольку там немецкие меньшинства владели половиной всех пригодных к обработке земель.

## Особенности реформы в Петсеримаа
Реформа получила неожиданное продолжение в 1920 году, после того как советская Россия передала Эстонии Печорский уезд, превратившийся в Петсеримаа. Здесь этноземельный расклад был совершенно иным: немецких латифундий и мыз здесь не было, поскольку преобладающее здесь русское население (65 %), как, хотя и в несколько меньшей степени, и сету (более 24 %), вело хозяйство общинного типа. Эстонские власти стремились к унификации хозяйственной методики по всей стране, поэтому в Петсеримаа также была проведена земельно-административная реформа, поставившая перед собой цель разрушить общинное земелевладение в русской среде, а также сблизить сету с эстонцами в плане внедрения методов ведения хуторского фермерского хозяйства, равно как и повысить за счёт оттеснения русских и представительств финно-угорских групп в местных органах власти.